# Hammaptera albidivisa
Hammaptera albidivisa är en fjärilsart som beskrevs av W. Warren 1900. Hammaptera albidivisa ingår i släktet Hammaptera och familjen mätare. Inga underarter finns listade i Catalogue of Life.